# Microstylum spinipes
Microstylum spinipes là một loài ruồi trong họ Asilidae. Microstylum spinipes được Ricardo miêu tả năm 1925. Loài này phân bố ở vùng nhiệt đới châu Phi.